# Udea mechedalis
Udea mechedalis is een vlinder uit de familie van de grasmotten (Crambidae), uit de onderfamilie van de Spilomelinae. De wetenschappelijke naam van deze soort is voor het eerst voorgesteld als Pyrausta mechedalis door Hans Georg Amsel in een publicatie uit 1950.
De soort komt voor in Iran.